# O holder Tag, erwünschte Zeit
O holder Tag, erwünschte Zeit (BWV 210) ist eine Kantate von Johann Sebastian Bach. Er komponierte sie in Leipzig für eine Hochzeit.

## Geschichte und Worte
Bach schrieb die Kantate für Sopran solo in Leipzig für eine Hochzeit. Alle fünf Arien und zwei Rezitative gehen zurück auf seine Huldigungskantate O angenehme Melodei. Für welchen Anlass Bach die Kantate geschrieben hat, ist nicht überliefert. Werner Neumann ordnete sie der Hochzeit von Anna Regina Bose und Friedrich Heinrich Graf (3. April 1742) und der von Christina Sibylla Bose und Johann Zacharias Richter (6. Februar 1744) zu, Herrmann von Hase der Hochzeit von Johanna Catharina Amalie Schatz und Friedrich Gottlob Zoller (11. August 1746). Nach dem Leipziger Musikwissenschaftler Michael Maul könnte es die Hochzeit des preußischen Hofrats Georg Ernst Stahl und Johanna Elisabeth Schrader (1741) gewesen sein. Der Kantatentext eines unbekannten Dichters spricht einen einflussreichen Mann an, der die Musik schätzt. Die Stimmen für Sopran und continuo sind in Schönschrift geschrieben, wahrscheinlich als Geschenk für das Brautpaar. Der Text spricht vom Verhältnis von Musik und ehelicher Liebe und endet in Lob auf den Bräutigam als „Mäzenat“ der Musik.
Die Kantate wurde zu Bachs Lebzeiten wohl mindestens zweimal aufgeführt.

## Besetzung und Aufbau
Die Kantate ist besetzt mit Sopran, Flauto traverso, Oboe d’amore, zwei Violinen, Viola und Basso continuo. Bach bezeichnete sie als Cantata a Voce sola.
1. Recitativo: O holder Tag, erwünschte Zeit
2. Aria (Oboe d’amore, Streicher): Spielet, ihr beseelten Lieder
3. Recitativo: Doch, haltet ein, ihr muntern Saiten
4. Aria (Oboe d’amore, Violine): Ruhet hie, matte Töne
5. Recitativo: So glaubt man denn, dass die Musik verführe
6. Aria (Flöte): Schweigt, ihr Flöten, schweigt, ihr Töne
7. Recitativo: Was Luft? was Grab?
8. Aria (Oboe d’amore, 2 Violinen): Großer Gönner, dein Vergnügen
9. Recitativo  (Flöte, Oboe d’amore, Streicher): Hochteurer Mann, so fahre ferner fort
10. Aria: Seid beglückt

## Musik
Bach benutzte aus seiner Huldigungskantate O angenehme Melodei alle fünf Arien, das erste Rezitativ und den Beginn des letzten Rezitativs. Die Partien für Sopran und Flöte sind anspruchsvoll, sie verlangen Virtuosität in Koloraturen und Trillern und von der Sopranistin ein dreigestrichenes cis. Die Sätze sind unterschiedlich instrumentiert, um trotz der Beschränkung auf eine Singstimme für Abwechslung zu sorgen. Die Arien zeigen ein „decrescendo“ (Alfred Dürr), eine Verringerung der Anzahl der Instrumente hin zum zentralen Schweigt, ihr Flöten, schweigt, ihr Töne, in der die Singstimme mit der Flöte wie in einem Duett konzertiert. Die folgenden Arien führen im crescendo zum festlichen Schluss.

## Einspielungen
- J.S. Bach: Cantata No. 210, Hermann Scherchen, Orchester der Wiener Staatsoper, Magda László, Westminster 1950
- J.S. Bach: Cantata BWV 210, Aria for Soprano, Helmut Winschermann, Deutsche Bachsolisten, Ursula Buckel, Cantate 1963
- Bach made in Germany Vol. VII – Secular Cantatas III, Peter Schreier, Kammerorchester Berlin, Lucia Popp, Eterna 1981
- Bach: Wedding Cantatas, Christopher Hogwood, The Academy of Ancient Music, Emma Kirkby, Decca 1996
- J.S. Bach: Complete Cantatas Vol. 5, Ton Koopman, Amsterdam Baroque Orchestra, Lisa Larsson, Antoine Marchand 1996
- Die Bach Kantate Vol. 66, Helmuth Rilling, Sibylla Rubens, Hänssler 1998
- J.S. Bach: Wedding Cantatas, Reinhard Goebel, Musica Antiqua Köln, Christine Schäfer, Deutsche Grammophon 1999
- J.S. Bach: Cantatas Vol. 1, Masaaki Suzuki, Bach Collegium Japan, Carolyn Sampson, BIS 2003
- Liveaufnahme vom Konzert im Rahmen von Bach:vokal als Videoserie in HD. Franziska Bobe, Sopran, Ensemble Stiftsbarock Stuttgart unter Kay Johannsen, Stuttgarter Schlosskirche, Juni 2018